# EI Cancri
EI Cancri, även känd som G 9-38 och GJ 1116, är en dubbelstjärna i mellersta delen av stjärnbilden Kräftan. Den har skenbar magnitud av ca 13,72 och kräver ett kraftfullt teleskop för att kunna observeras. Baserat på parallax enligt Gaia Data Release 3 på ca 194,1 mas, beräknas den befinna sig på ett avstånd på ca 16,8 ljusår (ca 5,2 parsek) från solen. Den rör sig bort från solen med en heliocentrisk radialhastighet på ca 13 km/s.

## Egenskaper
Primärstjärnan EI Cancri A är en röd dvärgstjärna i huvudserien av spektralklass M8 Ve. Den har en massa som är ca 0,12 solmassor och har ca 0,000965 gånger solens utstrålning av energi från dess fotosfär vid en effektiv temperatur av ca 2 900 K.

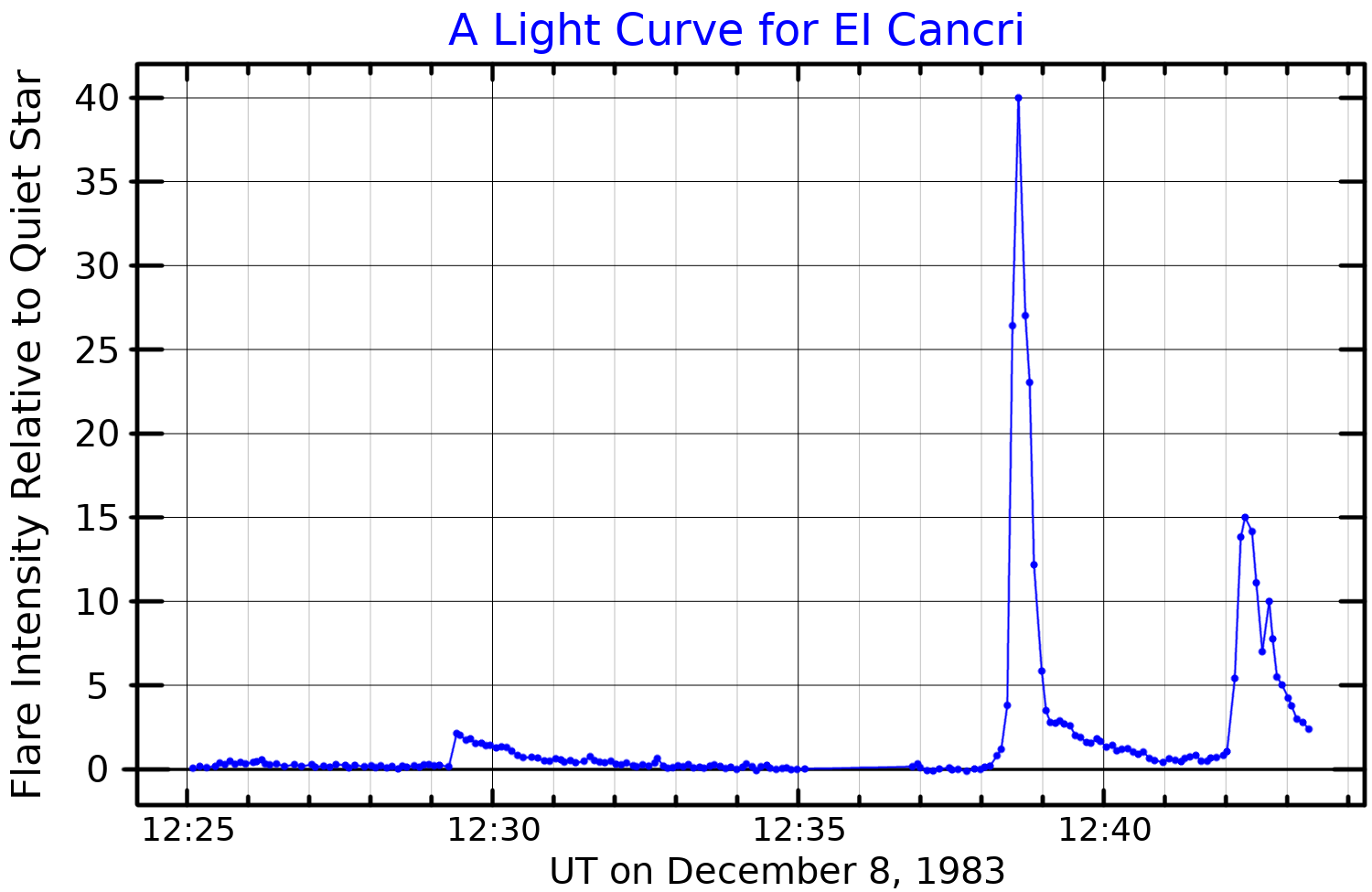
Ljuskurva i ultravioletta bandet för EI Cancri, plottad från Pettersen (1985).

EI Cancri har en mycket hög stjärnfläcksaktivitet med i medeltal fem flares per timme.
Följeslagaren EI Cancri B är en röd dvärgstjärna i huvudserien av spektralklass M7 V. Den har en massa som är ca 0,10 solmassor och har ca 0,000992 gånger solens utstrålning av energi från dess fotosfär vid en effektiv temperatur av ca 2 900 K. Stjärnorna kretsar kring varandra i en bana med en halv storaxel av 33 AE och en omloppsperiod av 360 år.
En sökning 2015 efter en tredje stjärna i konstellationen gav negativt resultat.